# Pastoraler Raum
Als pastoraler Raum wird in verschiedenen römisch-katholischen Bistümern in Deutschland der Zusammenschluss von eigenständigen Pfarrgemeinden oder Kirchengemeinden bezeichnet.

## Anlass
Da nach Vorschriften CIC und des Gesetzes über die Verwaltung des katholischen Kirchenvermögens  (VVG) einerseits eine Pfarrei immer mit einem Pfarrer besetzt werden muss, andererseits aufgrund des Priestermangels in der römisch-katholischen Kirche in Deutschland das nicht mehr in allen Fällen gewährleistet werden kann, wird die Bildung pastoraler Räume in einigen Diözesen verwendet, die seelsorgerische Betreuung sicherzustellen, ohne dass Gemeinden zusammengelegt werden müssen.

## Personal
Einem pastoralen Raum steht gemäß Can. 519 des CIC immer ein Priester  als Gemeindepfarrer und Leiter vor; kirchenrechtlich ist er „kanonischer Pfarrer“ und wird als Pastor proprius paroeciae sibi commissae („eigener Hirte der ihm übertragenen Pfarrei“) bezeichnet (CIC can. 519).  Diesem können weitere Priester und Diakone zur Seite gestellt werden. Zusammen mit hauptamtlich angestellten Mitarbeitern bilden sie das sogenannte Pastoralteam.

## Größe
Ein pastoraler Raum wird in der Regel aus mindestens zwei Gemeinden gebildet, wobei die Zahl der zusammengeschlossenen Gemeinden offen ist. Die Größe pastoraler Räume unterscheidet sich je nach Diözese stark. Pastorale Räume gibt es z. B. im Bistum Limburg, im Bistum Aachen (als Gemeinschaft der Gemeinden), im Bistum Trier oder im Erzbistum Hamburg. Im Erzbistum Berlin fand seit 2013 unter dem Motto „Wo Glauben Raum gewinnt“ ein Prozess statt, durch den die 104 Pfarreien zu etwa 30 pastoralen Räumen umgestaltet wurden, die inzwischen weitgehend jeweils zu einer Pfarrei (obere Ebene) mit mehreren Gemeinden (untere Ebene) fusioniert sind. Im Erzbistum Paderborn sollen bis 2030 87 pastorale Räume entstehen, von denen die meisten bereits errichtet sind (Stand April 2015).
Ein pastoraler Raum besteht dabei aus mindestens einer Pfarrei (wenn mehrere Pfarreien zu einer Gesamtpfarrei zusammengeschlossen werden). In pastoralen Räumen mit zwei oder mehr Pfarreien oder Pfarrvikarien, die den Regelfall darstellen, sind diese als Pastoralverbund zusammengeschlossen. In vielen Pastoralverbünden wird der Pfarrgemeinderat als Gesamtpfarrgemeinderat auf Ebene eines Pastoralverbunds anstatt einer Pfarrei gebildet. Kirchenvorstände werden jedoch weiterhin für jede selbstständige Pfarrei gewählt.

## Strukturveränderungen
Die Deutsche Bischofskonferenz beschäftigte sich auf der Frühjahrsvollversammlung im April 2007 mit dem Thema der Neuordnung der Pastoralen Strukturen in den deutschen (Erz-)Diözesen. Anschließend wurden zwei Arbeitshilfen publiziert: „Mehr als Strukturen […] Neuorientierung der Pastoral in den (Erz-)Diözesen. Ein Überblick“ und „Mehr als Strukturen [.…] Entwicklungen und Perspektiven der pastoralen Neuordnung in den Diözesen“.